# 1925 na rádio

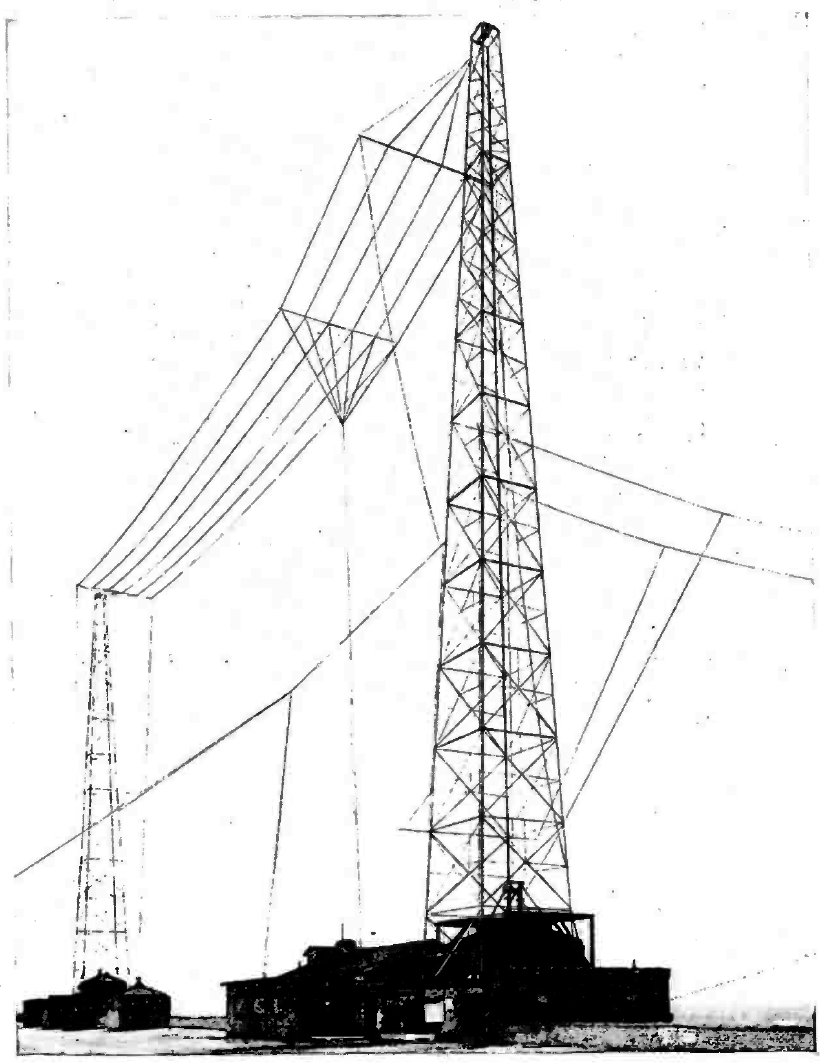
Antena de uma transmissora de rádio de 1925.

Nesta página encontrará referências aos acontecimentos directamente relacionados com a rádio ocorridos durante o ano de 1925.

## Nascimentos
| Data            | Nome              | Profissão                     | Nacionalidade | Observações | Ref |
| --------------- | ----------------- | ----------------------------- | ------------- | ----------- | --- |
| 25 de fevereiro | Pedro de Lara     | ator e humorista              | Brasil        | m. 2007     |     |
| 20 de abril     | Randal Juliano    | jornalista, ator e radialista | Brasil        | m. 2006     |     |
| 26 de junho     | Isabel da Nóbrega | escritora                     | Portugal      |             |     |

## Mortes
| Data | Nome | Profissão | Nacionalidade | Observações | Ref |
| ---- | ---- | --------- | ------------- | ----------- | --- |